# 天津漁港
天津漁港（あまつぎょこう）は、千葉県鴨川市天津の太平洋に面する第3種漁港である。南房総国定公園の区域内に位置し、外房地域漁業の生産拠点漁港に位置付けられている。

## 概要
- 管理者：千葉県
- 漁業協同組合：東安房漁業協同組合（天津支所[3]）
- 漁港番号：1930050[4]

## 沿革
- 1962年（昭和37年）10月25日 - 第3種漁港に指定（農林省告示第1342号[5]）
- 1963年（昭和38年）7月16日 - 海岸保全区域指定（千葉県告示第299号[5]）

## 主な魚種
水揚げされる代表的な魚介類一覧。
- カツオ
- マアジ
- タチウオ
- サバ類
- キンメダイ
- ブリ類
- イセエビ
- アワビ類
- サザエ

## 主な漁業
勝浦沖漁場（北緯35度05分、東経140度20分、北緯35度52分、東経140度35分で囲まれた約600平方キロメートルの海域）を中心にキンメダイ漁業が盛んな地域の一つである。
1933年 - 1934年のキンメ漁の隻数は天津船4隻であり、 戦後に天津船が操業を開始すると、周辺地区の小型船もキンメ漁に参入し、操業隻数や釣り針数が増加していった。

## 天津ふるさと港まつり
天津漁港浜町下広場で8月に開催されるイベント。
会場には地域物産・飲食物販売ブースの出店あり、船万燈港内運航、ステージショー、ビアガーデン、花火の打ち上げなどを行う。
花火大会は2013年より開催され、約200発の花火が打ち上げられる。